# Judsonia (Arkansas)
Judsonia est une municipalité située dans l’État américain de l'Arkansas, dans le comté de White.

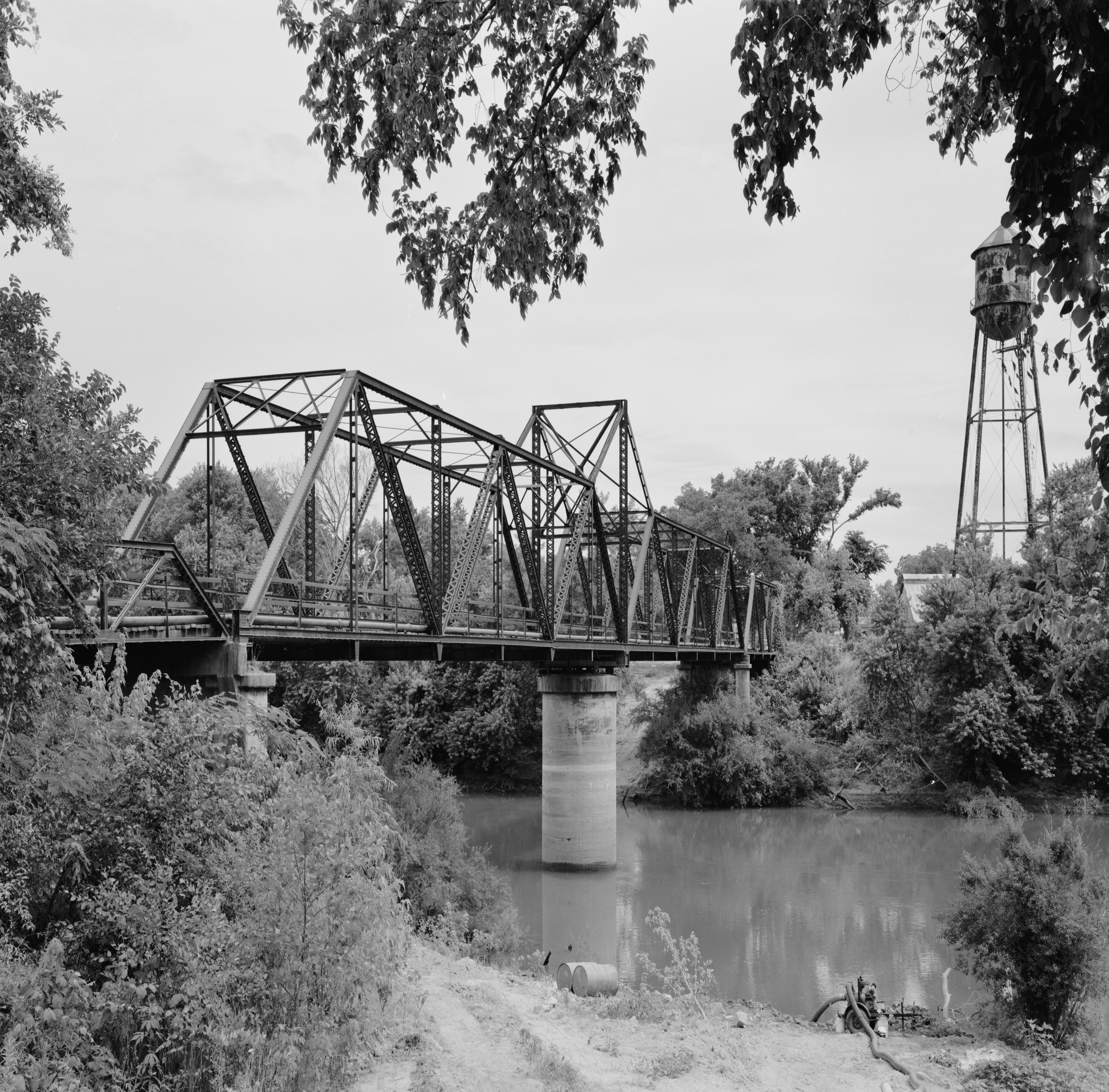
Le pont Judsonia sur Little Red River